# Wilaya de Béjaïa
Pour les articles homonymes, voir Béjaïa (homonymie).
La wilaya de Béjaïa (en kabyle : Tasga n Vgayet ; en berbère standard algérien : ⵜⴰⵏⴻⴱⴹⵉⵜ ⵏ ⴱⴳⴰⵢⴻⵜ, Tanebḍit n Bgayet ; en arabe : ولاية بجاية) est une wilaya algérienne, située au nord est du pays, dans la région de la Kabylie sur sa côte méditerranéenne. Elle est divisée administrativement en 52 communes et 19 daïras. Son chef-lieu est Béjaïa.
La wilaya de Béjaïa a une superficie de 3 268 km2. La population résidente telle qu'évaluée lors du recensement de 2008 est de 912 577 habitants.

## Géographie

### Localisation
La wilaya de Béjaïa est située au nord est de l'Algérie, dans la région de la Kabylie. Elle est délimitée :
- à l'ouest par les wilayas de Tizi-Ouzou et Bouira ;
- au sud par les wilayas de Bouira et Bordj-Bou-Arreridj ;
- à l'est par les wilayas de Sétif et Jijel;
- au nord par la mer Méditerranée.

|                                       | Mer Méditerranée             |                                 |
| Wilaya de Tizi Ouzou Wilaya de Bouira | wilaya de Béjaïa             | Wilaya de Jijel Wilaya de Sétif |
|                                       | Wilaya de Bordj-Bou-Arreridj |                                 |

### Chaîne côtière

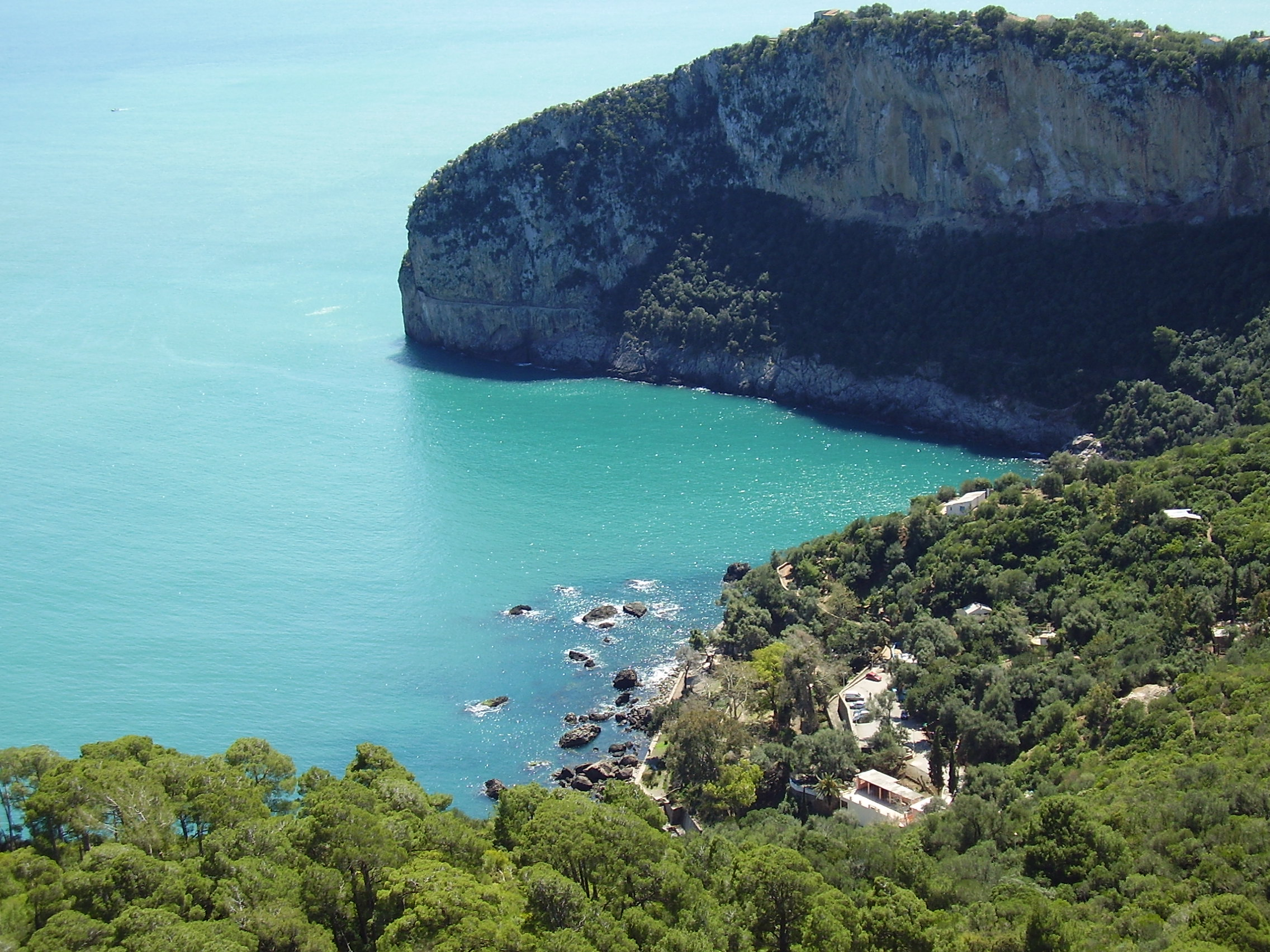
Le site préservé des Aiguades, dans le parc national de Gouraya.

La zone côtière longue de plus de 120 km, alternant criques rocheuses et plages de sable fin d’est vers l’ouest. La côte est s'étend de l'embouchure de la Soummam à celui d'Agrioun. Cette bande côtière, retardée au niveau des villages de Tichy et d'Aokas, étroite (200 à 2 000 mètres) et principalement composée de terre sablonneuse du fait de la pression maritime proche. La côte ouest s'étend de Cap Carbon jusqu'à Cap Sigli, cette bande côtière est escarpée.

### Massif central

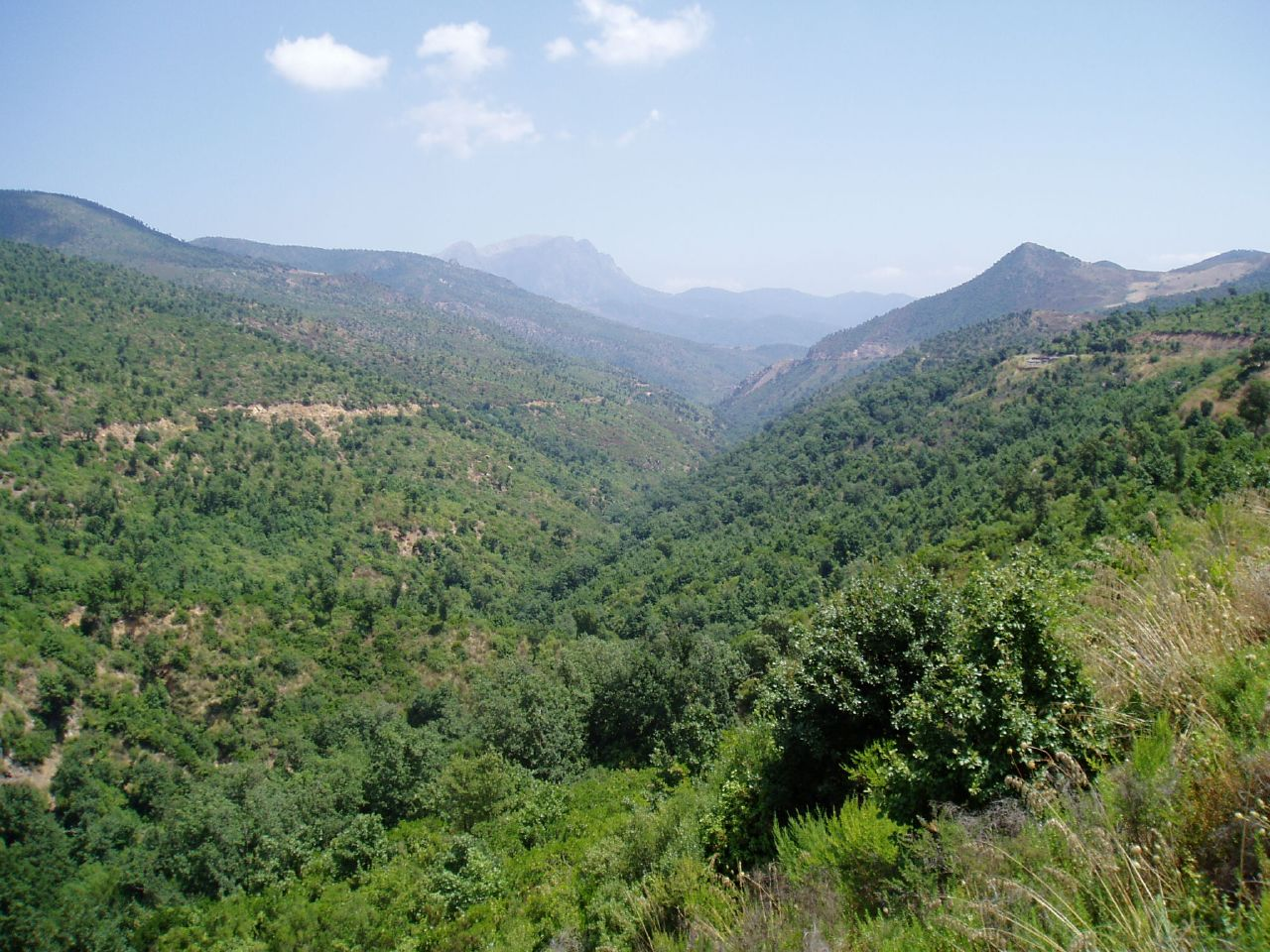
Montagnes à proximité de Béjaïa.

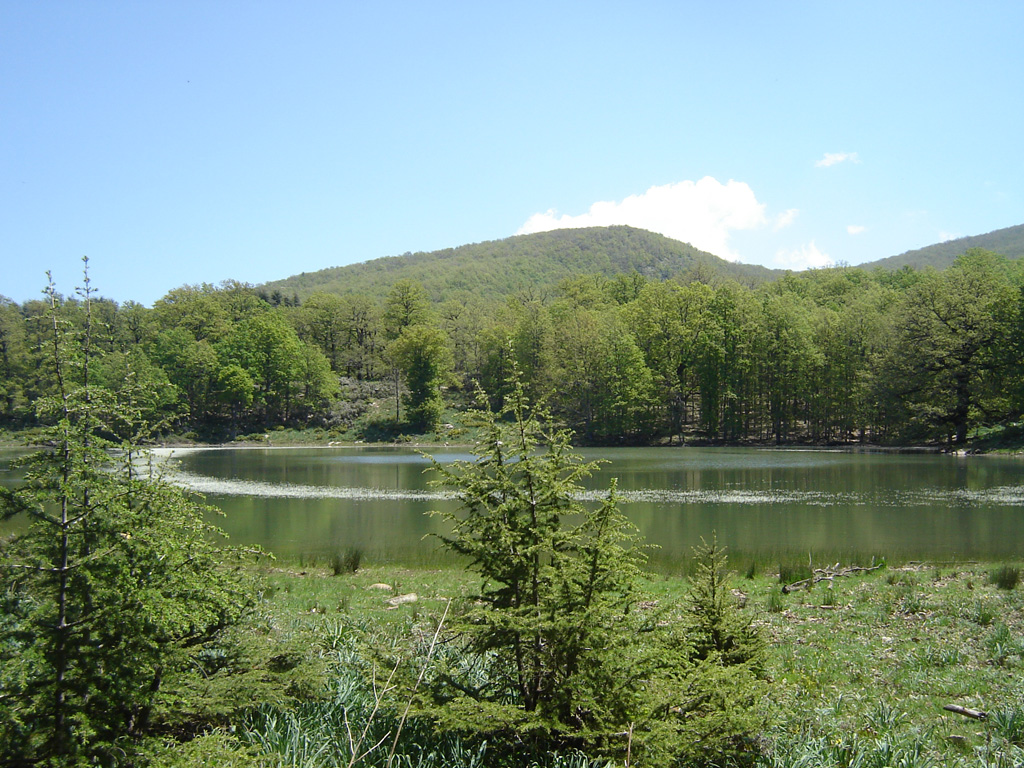
Les rives boisées du Lac Noir, Adekar

La wilaya de Béjaïa est située entre les grands massifs du Djurdjura, des Bibans et des Babors, les 3 268 km2 de la région sont répartis avec une grande diversité en ce qui concerne son relief et ses ressources, la verdure occupe environ 32 000 hectares de la surface totale de la région, les forêts sont assez denses, elles occupent la majeure partie du territoire car elles ont à elles seules 122 500 ha soit 38 % de la superficie totale de la wilaya. Le fait qu’il y ait une multitude de montagnes dans la région fait que les villages soient cachés dans les vallées et les plaines de la côte, en effet, elles occupent plus de la moitié du territoire, il y a par exemple au nord le grand massif du Bouhatem et le Massif du Djurdjura, le sud est surplombé par le Massif du Bousselam et les Babors et en plein milieu de la région se trouve la vallée de la Soummam, qui sépare les montagnes.

### Hydrographie

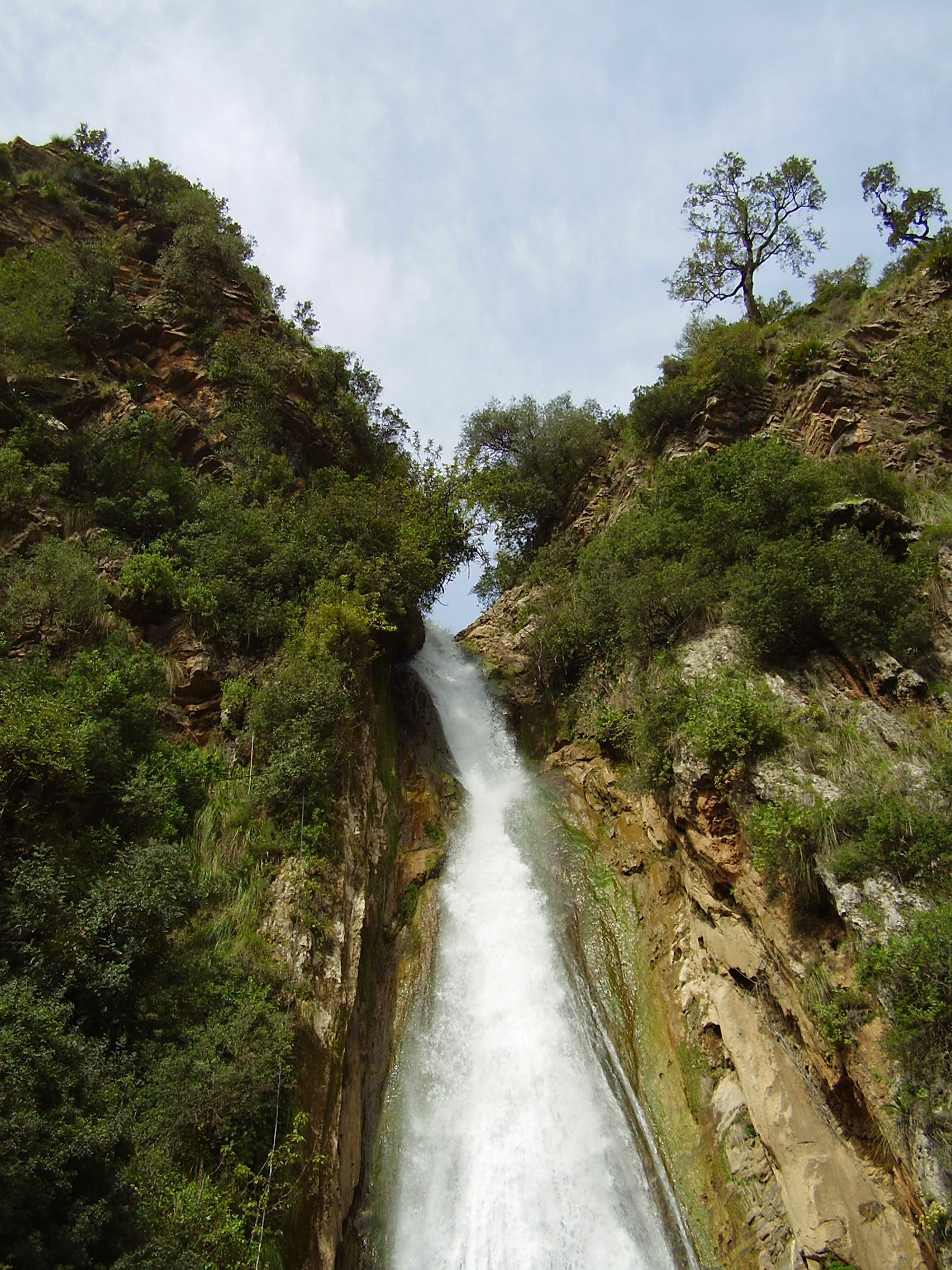
Cascades de Kefrida, dans la commune de Taskriout

Faisant partie d'une région côtière assez arrosée, la wilaya de Béjaïa est traversée par plusieurs fleuves drainant les eaux superficielles de ruissellement vers la mer, les fleuves les plus importants sont :
- La Soummam : 90 km
- L'Agrioun : 80 km
- Le Djemaa : 46 km
- Le Dass : 30 km

### Climat
Comme toutes les régions du littoral algérien, la wilaya de Béjaïa bénéficie d'un climat tempéré avec un hiver doux caractéristique des zones méditerranéennes avec une température de 15 °C en moyenne. La période estivale, rafraîchie par les vents marins, présente une température moyenne de 25 °C environ.
Sur les hauteurs, le climat est beaucoup plus rude, avec parfois des températures négatives et une neige abondante l'hiver et des étés chauds, dans la vallée de la Soummam, couloir de passage du sirocco, la pluviométrie est de l'ordre de 1 200 mm/an. Elle est parmi les régions les plus arrosées d'Algérie.

### Démographie
| Hommes | Classe d’âge | Femmes |
| ------ | ------------ | ------ |
| 0,25   | 85 ans et +  | 0,28   |
| 0,37   | 80 à 84 ans  | 0,40   |
| 0,64   | 75 à 79 ans  | 0,74   |
| 0,80   | 70 à 74 ans  | 0,95   |
| 0,94   | 65 à 69 ans  | 1,07   |
| 1,09   | 60 à 64 ans  | 1,16   |
| 1,90   | 55 à 59 ans  | 1,77   |
| 2,15   | 50 à 54 ans  | 2,03   |
| 2,47   | 45 à 49 ans  | 2,35   |
| 3,10   | 40 à 44 ans  | 3,00   |
| 3,74   | 35 à 39 ans  | 3,56   |
| 4,60   | 30 à 34 ans  | 4,25   |
| 5,73   | 25 à 29 ans  | 5,26   |
| 6,27   | 20 à 24 ans  | 5,91   |
| 5,37   | 15 à 19 ans  | 5,20   |
| 4,33   | 10 à 14 ans  | 4,14   |
| 3,46   | 5 à 9 ans    | 3,28   |
| 3,73   | 0 à 4 ans    | 3,54   |
| 0,07   | nd           | 0,10   |

## Histoire

### Période numido-romaine
Comme toute l'Afrique du Nord, cette région possède une population autochtone, depuis l'antiquité ou des traces de la présence humains furent trouvées dans la région de Bejaia, cette population est berbère amazigh.
Elle fut pour longtemps une ville du royaume de la numidie Massyle, et ensuite de la numIdie Massaessyle, où elle était un des centre de la production de monnaie. (Boukhiar et al., 2024).
Rome se mêle en Afrique du nord los des guerres puniques entre les royaumes numides contre Carthage. Celle-ci vaincue, les royaumes de Numidie puis de Maurétanie sont progressivement assujettis et finalement annexés en tant que provinces. À l'ouest, sur les pourtours du Mons Ferratus (la « montagne de fer », généralement identifiée au Djurdjura), pays des Quinquegentiani, sont établies d'autres colonies : sur la côte, à Saldae (Béjaïa) et Rusuccuru ; vers l'intérieur, entre ces deux derniers ports, le long de la voie qui sur l'itinéraire d'Antonin et la table de Peutinger passe par la vallée de la Sava (Soummam), à Thubusuptu (Tiklat). Elles relèvent de la Maurétanie « césaréenne », administrée depuis Caesarea.

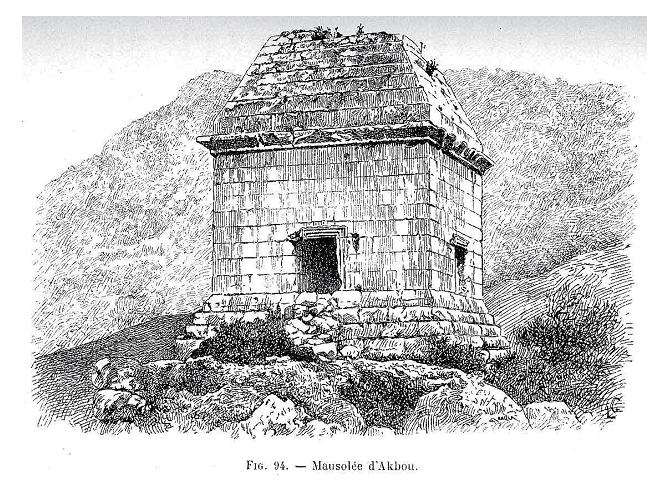
Mausolée d'Akbou (dessin de Stéphane Gsell).

Dans l'ensemble, les villes, qu'elles soient colonies ou simples municipes, restent dans la région relativement peu nombreuses et les montagnards berbères relativement peu perméables à la romanité dont elles sont les foyers. Il y existe pourtant un christianisme actif, de l'expansion duquel témoignent ce qui subsiste la présence à la même époque d'évêchés à Saldae. La Kabylie paraît même avoir été un des hauts-lieux du donatisme, mouvement religieux sur lequel le général rebelle Firmus tenta de s'appuyer lors de la révolte qu'il conduisit au IVe siècle contre les légions.
Les moyennes montagnes de Kabylie, atteste, au travers de ses ruines et de ses mosaïques remarquablement préservées, de la vie florissante d'une colonie animée par une oligarchie locale prospère. À Akbou, subsiste un mausolée haut de 13 mètres, probablement construit au milieu de ses terres pour un grand notable.
Les récits des auteurs latins relatent l'alternance de replis défensifs et d'expansions sur les plaines des guerriers montagnards, qui forcent régulièrement les colons à se réfugier derrière les fortifications des cités. Le pouvoir de Rome se heurte à plusieurs reprises à de vives résistances, de Tacfarinas, tué en l'an 24 sous les murs d'Auzia, jusqu'à Firmus et Gildon, tous deux fils d'un grand chef tribal des Bibans. L'invasion des Vandales, qui atteignent la Kabylie en 429-430, ne rencontre guère d'opposition dans une population où beaucoup l'accueillent sans doute comme la fin de l'oppression romaine. Sur les débris de l'ordre impérial, leur royaume (439–534), qui inclut Saldae et ses environs, Saldae est la capitale du puissant royaume germanique, qui laisse se constituer dans son arrière-pays, parmi les Berbères alors appelés « Maures », des principautés pratiquement indépendantes[pas clair]. Les Byzantins, sous Justinien, parviennent à reprendre le contrôle d'une partie de l'Afrique du Nord. Cependant, ils suscitent l'hostilité des Maures et leur pouvoir reste d'une grande fragilité.

### Période de l'islamisation de l'Afrique du Nord
En 647, les cavaliers arabes et musulmans mènent leurs premières razzias en Ifriqiya. À l'ouest, dans les montagnes qui entourent Saldae (Béjaïa), l'opposition à laquelle ils se heurtent est telle qu'ils baptisent la région el aadua, « l’ennemie ». Ici, comme ailleurs sous l'impulsion de chefs tels que Koceila ou la Kahena, les tribus berbères, résistent pendant plusieurs décennies avant que le califat omeyyade, en 710, puisse faire du Maghreb entier une de ses provinces. Comme ses prédécesseurs, le nouveau pouvoir pèse d'abord sur les populations citadines. Cependant, la religion des conquérants musulmans progresse rapidement. Le souci d'échapper à l'inégalité juridique et fiscale qui frappe les non-musulmans (dhimmis) joue sans doute un rôle important dans les conversions à l'islam ; il peut aussi y entrer, comme auparavant dans l'adhésion au donatisme, une composante de protestation sociale.
En 740, des tribus autochtones se révoltent contre la politique fiscale et la traite des esclaves conduites par les représentants de Damas ; de l'Atlas marocain jusqu'à la Libye, les armées berbères rassemblées au nom de l'égalitarisme kharidjite reconquièrent sur les troupes du calife sunnite la plus grande partie de l'Afrique du Nord, d'où la présence arabe disparaît pour un temps.

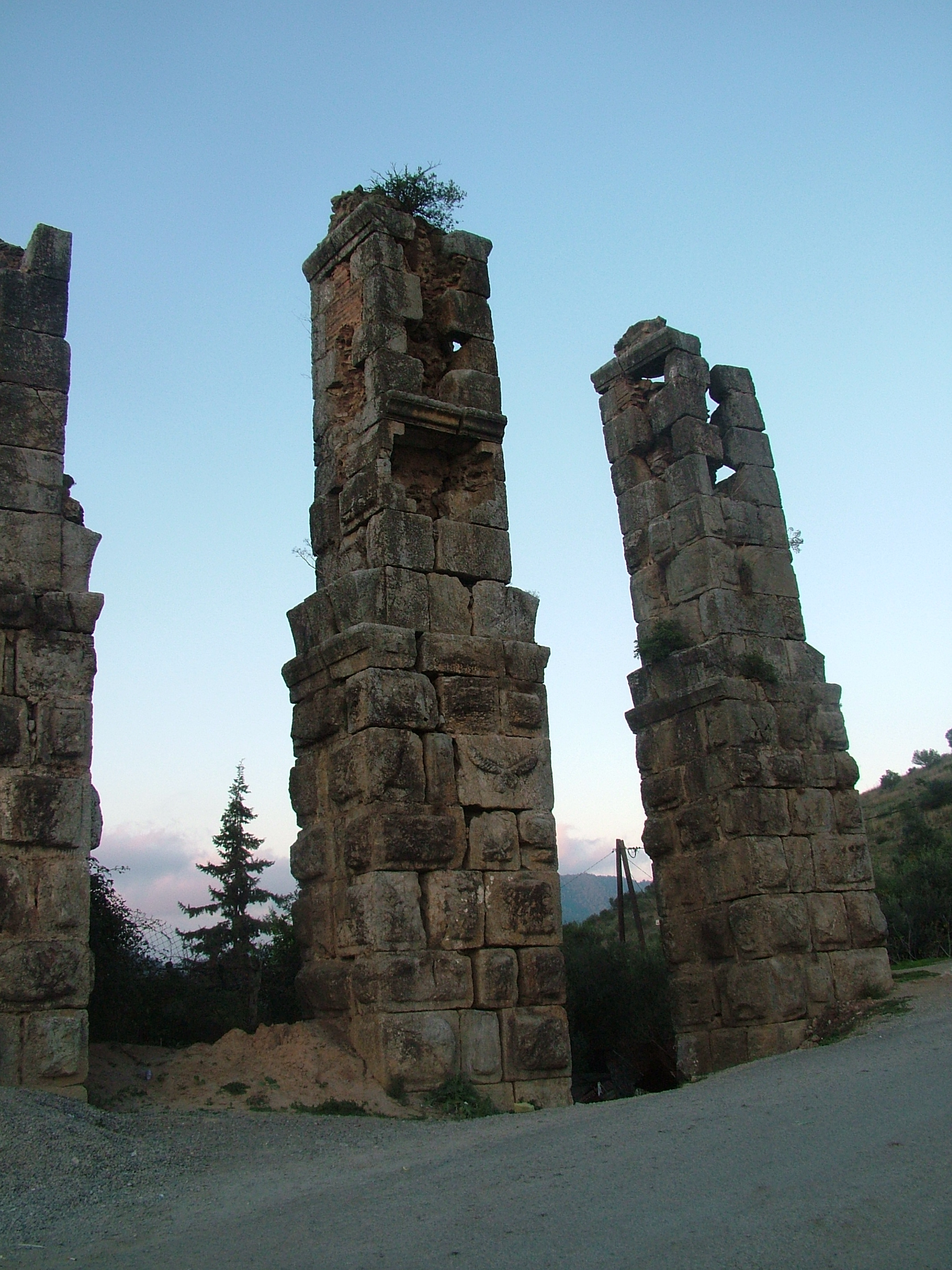
Ruines d'aqueduc romain à Toudja.

En Kabylie, la période du VIIIe au XIe siècle voit se côtoyer, sur un territoire qui s'étend alors de Cherchell à Annaba et de la Méditerranée aux premières montagnes sahariennes, trois groupes de tribus berbères aux dialectes proches et généralement alliés : à l'est de la Soummam, les Ketamas ; à l'ouest de Dellys, les Sanhadjas ; entre eux, les Zouaouas. Les Ketamas, après avoir fait bon accueil aux prêches millénaristes du dai ismaélien Abu Abd Allah, soutiennent la constitution, au début du Xe siècle, du califat chiite des Fatimides. Au service de cette cause, ils font la conquête de l'Ifriqiya, puis de l'Égypte. En 969, ils y fondent Al-Kahira (Le Caire) et la mosquée Al-Azhar. Une fois établis en Égypte, les Fatimides laissent aux Zirides, famille alors à la tête de la confédération sanhadja, la charge de défendre le Maghreb contre les tribus zénètes, alliées du califat de Cordoue. La nouvelle dynastie s'installe en Ifriqiya. Par la suite, sa branche hammadide s'en détache et prend le contrôle du Maghreb central, qu'elle place en 1015 sous l'obédience abbasside. En 1048, à leur tour, les Zirides d'Ifriqiya reconnaissent la légitimité du califat de Bagdad et rompent avec le chiisme. En représailles, les Fatimides envoient les Arabes Beni Hilal au Maghreb, qu'ils leur donnent en fief.
En 1067, pour mieux se protéger des attaques hilaliennes, mais aussi mieux tirer parti d'une évolution des échanges favorable au commerce méditerranéen, les Hammadides construisent sur le site de Saldae la ville de Béjaïa. Ils y déplacent leur capitale, précédemment établie à la Kalâa des Béni Hammad, fondée soixante ans plus tôt dans le Hodna. Pour relier les deux cités est construite une route encore appelée de nos jours abrid n'soltan, « l'itinéraire du roi ». Entretenant avec l'Europe des relations commerciales soutenues, centre politique du « royaume de Bougie », Béjaïa, qui acquiert le surnom de « perle de l'Afrique », est aussi un foyer de savoir et de culture dont le rayonnement s'étend à l'échelle de la Méditerranée, rivalisant avec Cordoue. C'est à travers elle, par l'intermédiaire du mathématicien italien Fibonacci, venu y étudier, que les chiffres arabes et la notation algébrique sont diffusés en Europe. C'est aussi un centre religieux de premier plan, « la petite Mecque de l'Afrique du Nord », lieu de résidence de nombreux savants et mystiques. Certains deviennent des saints vénérés par la population locale, comme Sidi Boumédiène, dont le nom est encore honoré dans le Maghreb contemporain. Cependant, la tolérance envers les non-musulmans est réelle, comme en témoigne la correspondance du sultan hammadide. C'est à proximité de Béjaïa que se rencontrent vers 1120 Abdelmoumen, alors jeune étudiant dans la cité, et Ibn Toumert, réformateur religieux qui en a été expulsé, dont il devient le disciple avant de prendre à sa suite la tête du mouvement almohade. Parti de « l'extrême Maghreb » (l'actuel Maroc), il s'empare de Béjaïa en 1151 et défait les Arabes hilaliens l'année suivante près de Sétif. Renversant les royaumes en place, la dynastie qu'il fonde rassemble sous une autorité unique le Maghreb et une partie de la péninsule Ibérique.
Dans la seconde moitié du XIIIe siècle, l'empire almohade s'effondre à son tour et laisse la place à une tripartition du Maghreb entre Mérinides (Maroc actuel), Zianides (Maghreb central) et Hafsides (Ifriqiya). L'espace compris entre Béjaïa, dans l'orbite du pouvoir hafside de Tunis, et Dellys, jusqu'où s'étendent depuis Tlemcen les possessions zianides, devient enjeu de rivalités entre les deux royaumes. Au cours des deux siècles suivants, les États maghrébins, en conflit permanent, font venir en renfort tantôt des mercenaires européens, tantôt les tribus arabes, jusque-là cantonnées plus au sud. De plus en plus affaiblis par leurs rivalités et les batailles de succession internes, ils finissent par laisser se constituer dans les villes principales des centres de pouvoir pratiquement autonomes, tandis que les campagnes sortent de tout contrôle.
Prise dans son ensemble, la période qui va de la seconde moitié du XIe jusqu'au XIVe siècle montre, sous l'effet d'abord des attaques hilaliennes, puis de l'emprise des dynasties successives, une réduction continue du domaine contrôlé par les trois confédérations tribales. Les pourtours ouest, sud et est des montagnes kabyles, plus ouverts, sont les plus rapidement touchés. À l'approche de l'an 1400, seule la confédération centrale, celle des Zouaouas, maintient encore son existence. Elle a perdu ses terres des Hauts Plateaux mais hérite d'une partie de celles de ses anciennes voisines, dont elle accueille les réfugiés. Dès lors et au cours du siècle qui suit, son autonomie se consolide sur un territoire compris, d'ouest en est, entre les oueds Boudouaou et Agrioun. Cependant, plusieurs historiens ont relevé, dans les sources médiévales, la trace qu'il a existé, entre les tribus et l'État berbère musulman hammadite puis hafside, une relation « harmonieuse », qui montre qu'il n'était pas pour elles un corps étranger, que Béjaïa était « leur propre capitale » et qu'en retour elles étaient à la base de la puissance étatique. En témoigne leur mobilisation pour défendre la Béjaïa hammadite contre les Almohades, puis aux côtés de ses Hafsides tentant de s'affranchir de ceux de Tunis, ou contre les incursions zianides, mérinides et, pour finir, espagnoles.

### Période espagnole et ottomane

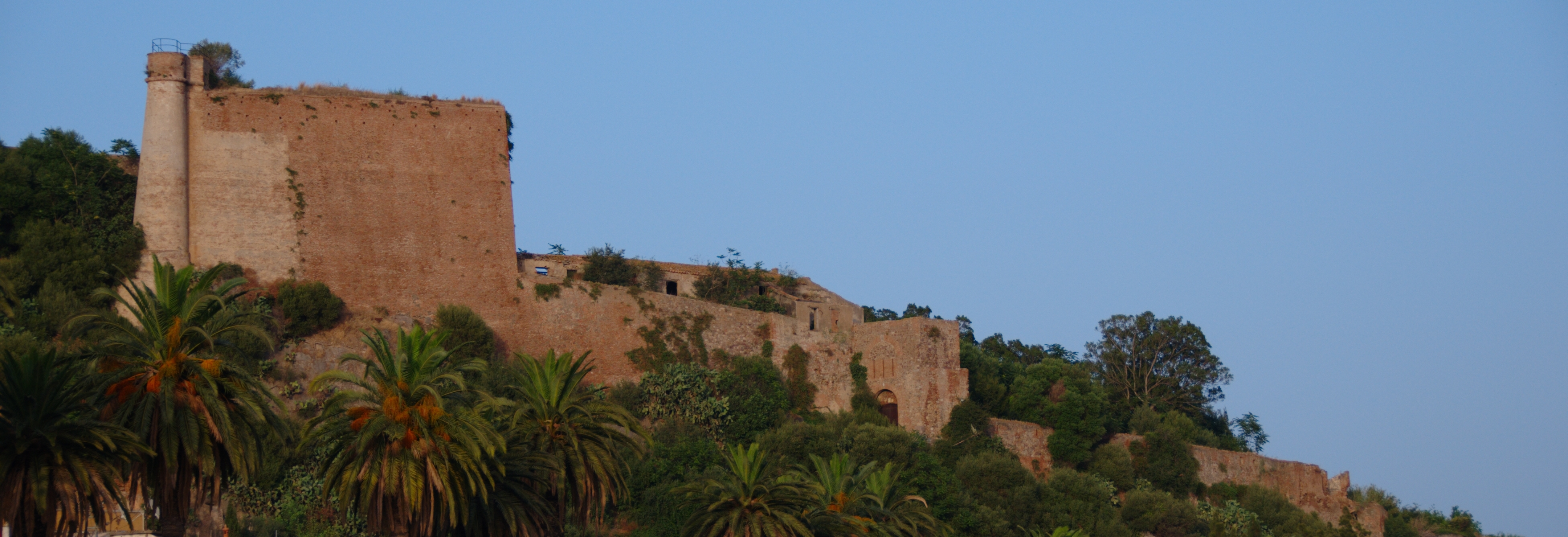
Citadelle (casbah) au-dessus du port de Béjaïa, d'époque hammadide. Elle est disputée par les Espagnols et les Ottomans.

En 1510, sur la lancée de la Reconquista, les Espagnols s'emparent de Béjaïa et organisent à partir de cette position des razzias dans l'arrière-pays. C'est à ce moment, ou dans le dernier quart du siècle précédent, qu'émergent en Kabylie trois seigneuries ou principautés que les Espagnols appellent les « royaumes » des Aït Abbas, de Koukou et d'Abdeldjebbar. Le premier s'installe à la Kalâa des Beni Abbès, au cœur de la chaîne des Bibans, avant que sa famille dirigeante, les Mokrani, ne le déplace plus au sud, dans la Medjana, se rapprochant ainsi des lieux d'origine des royaumes ziride et hammadide. Le deuxième se constitue sur les terres des Belkadi, descendants du juriste Ait Ghobri Belkadi signifie littéralement « fils du qadi », c'est-à-dire du juge. Le dernier s'implante à une trentaine de kilomètres de Béjaïa, dans la vallée de la Soummam.
La Kalâa devient la nouvelle capitale des habitants des environs de Béjaïa quand, après la prise de la ville, ils cherchent protection à l'intérieur des terres. Le site, ancienne place forte hammadide et étape sur l'abrid n'sultan, a été retenu par Abderahmane, prince bougiote, pour des raisons de sécurité. Initialement alliée des Hafsides, la dynastie s'en émancipe. Abdelaziz, petit-fils d'Abderahmane, prend le titre berbère d'amokrane. Sous son règne, la Kalâa gagne en importance : au cœur du royaume des Aït Abbas (dit aussi « de la Medjana »), la cité compte à son apogée 70 000 habitants, rivalisant avec Tunis ; elle se dote de fabriques d’armes, en s’aidant du savoir-faire des renégats chrétiens. et des Andalous chassés d’Espagne, qu’elle accueille en grand nombre.
Pour reprendre Béjaïa, le sultan hafside de Tunis Abû `Abd Allâh Muhammad IV al-Mutawakkil fait appel à des corsaires ottomans, les frères Barberousse. Au printemps 1515, après une première tentative infructueuse, ils parviennent à emporter le vieux fort, avec le soutien décisif de combattants venus par voie de terre de la côte de Béjaïa emmenés par Ahmed Belkadi, prince alors au service des Hafsides. Les Espagnols et les Turcs à Bougie échouent toutefois à déloger les occupants du château neuf et doivent lever le siège.
Ahmed Belkadi, venu s'établir chez les Aït Ghobri, d'où sa famille est originaire, prend alors la tête du royaume de Koukou, qui durera deux siècles. Béjaïa n'est définitivement reprise aux Espagnols qu'en 1555, par la pression combinée du corsaire Salah Raïs Pacha, agissant pour le compte de la régence d'Alger, et des royaumes tribaux. Entretemps, les Hafsides ont été évincés de leurs possessions, en Kabylie comme dans tout l'est algérien. Dès la première moitié du XVIe siècle, les Ottomans implantent dans la région plusieurs forts (borj) en vue de la contrôler. Ils s'y heurtent à une résistance qui s'organise autour du royaume des Aït Abbas dans les Bibans et la vallée de la Soummam : les communautés rurales, tout en défendant leur autonomie face à l'hégémonisme de ces seigneuries, les soutiennent pleinement face aux tentatives « prédatrices » de l'État que mettent en place les Ottomans.
En 1520, Ahmed Belkadi, attaqué par Khayr ad-Din Barberousse, le défait dans la plaine des Issers et s’empare d’Alger. Il y règne plusieurs années avant d'être à son tour vaincu par le corsaire ottoman Khayr ad-Din, allié pour la circonstance aux Aït Abbas. Abdelaziz, sultan des Aït Abbas, est tué en 1559 au cours d’une bataille contre les Ottomans qui exposent sa tête une journée entière devant la porte de Bab Azzoun, à Alger, avant de l’enterrer dans une caisse en argent. Conséquence durable de l'intervention ottomane : à partir du XVIe siècle, Béjaïa laisse à Alger le rôle de principal centre urbain et de réceptacle des populations de Kabylie.

Le royaume des Aït Abbas se maintient en Kabylie pendant toute la période de la Régence. Les Aït Abbas gardent comme trophée les pièces d'artillerie en bronze de Louis XVI, dont l'une a été retrouvée à la Kalâa. Le royaume contrôle les défilés des Portes de Fer (appelées par les Kabyles Tiggoura, « les Portes », et Demir kapou par les Turcs), point de passage stratégique sur la route reliant Alger à Constantine. La régence d'Alger doit verser un tribut pour le passage de ses troupes, dignitaires et commerçants. C'est dans l'Algérie d'alors le seul endroit où le pouvoir makhzen paye un tribut à des populations locales insoumises cite le voyageur français Jean André Peyssonnel, qui notait en 1725 : 

« Ces troupes [la milice turque], si redoutables dans tout le royaume, sont obligées de baisser leurs étendards et leurs armes, en passant par un détroit fâcheux appelé la Porte de fer, entre des montagnes escarpées. La nation dite Benia-Beïd [Beni-Abbas], qui habite ces montagnes, les force à la soumission.[...] et ils s'estiment encore heureux d'être en paix avec eux, sans quoi il faudrait aller passer dans le Sahara pour aller d'Alger à Constantine.
Entre le XVIIe siècle et le XIXe siècle, plusieurs conflits opposent les royaumes kabyles et la régence d'Alger. Les principaux prennent place en 1609 (les Kabyles dévastent la Mitidja et menacent Alger), puis entre 1758 et 1770 (dans toute la Kabylie) et enfin entre 1805 et 1813 (dans la vallée de la Soummam). En 1823 encore, les Kabyles entrent en révolte et coupent les voies de communication entre Alger et Constantine. Ce n'est qu'après plusieurs mois de combats que le chef militaire de la Régence, l'agha Yahia, parvient à négocier la soumission des tribus. En 1824 est signé le dernier traité de paix.

Globalement les royaumes, qui bénéficient d'une certaine reconnaissance internationale (représentations diplomatiques en Espagne, notamment), contribuent à préserver l'autonomie de la région. Vis-à-vis de la Régence, après une période de rivalité exacerbée où alternent phases de paix et de guerre pour le contrôle d'Alger, les relations se stabilisent à l'époque des deys. L'autonomie kabyle fait l'objet d'une reconnaissance tacite qui marque une étape importante dans la constitution de l'identité régionale. À Alger, les commerçants kabyles sont autorisés à tenir leur propre souk. »

 de contrebalancer le pouvoir des janissaires, de nombreux corsaires, miliciens et notables de la Régence sont recrutés localement, y compris parmi les Kabyles. Un dignitaire de l'importance d'Ahmed Bey, dernier bey de Constantine, est à plusieurs titres un proche parent des Mokrani.
À cette époque et probablement depuis celle des Hammadides, il existe dans certains villages une tradition écrite entretenue principalement par une élite de lettrés. La bibliothèque du cheikh El Mouhoub, des Beni Ourtilane, un érudit du XIXe siècle, en est l'exemple le plus connu depuis son exhumation par les chercheurs de l’université de Béjaïa, au milieu des années 1990. Avec plus de 1 000 volumes en provenance de lieux et d'époques variés, de l'Andalousie à l’Extrême-Orient et du IXe siècle au XIXe siècle, elle couvre des domaines divers : astronomie, sciences, médecine, droit coutumier local, savoir religieux (fiqh) et comporte aussi des manuscrits en tamazight transcrit en caractères arabes. Une partie de ces ouvrages été détruite durant la période coloniale, l'autre est étudiée à l'université de Béjaïa.

### Période de l'occupation française
En 1830, les Français se lancent à la conquête de l'Algérie. Au début, l'expédition est dirigée contre Alger. Mais très tôt, les armées françaises cherchent à occuper l'ensemble du pays, notamment la Kabylie contre laquelle sont dirigées plusieurs expéditions. Les tribus kabyles se mobilisent fortement et combattent sur tous les fronts, d'Alger jusqu'à Constantine. En 1844, une partie de la région de Béjaia est soumise par l'armée du général Trézel. La domination française n'est complètement établie sur la région qu'après la bataille d'Icheriden, en 1857. Encore suscite-t-elle des soulèvements périodiques, qui culminent avec la « révolte des Mokrani » : en mars 1871, le cheikh El Mokrani, grand propriétaire foncier, se soulève et parvient à entraîner avec lui la Rahmaniya ; en dépit de sa mort le 5 mai, puis de la soumission de la confrérie le 30 juin, la rébellion n'est entièrement vaincue qu'en janvier 1872 ; la répression se solde par une énorme amende de guerre et la confiscation de 446 000 hectares, de nombreuses arrestations et des déportations en Nouvelle-Calédonie (c'est l'origine des « Kabyles du Pacifique »). La colonisation se traduit aussi par une accélération de l'émigration vers d'autres régions du pays et vers l'étranger.
L'administration française, à travers ses « bureaux arabes », procède à l'inscription des noms de famille et de lieu. Après la révolte de 1871, cette action prend le caractère d'une politique systématique de dépersonnalisation pour casser la cohésion de la société kabyle, l'état civil est généralisé en attribuant des noms arbitraires et différents aux membres d'une même famille. Pourtant, le droit coutumier berbère est globalement maintenu dans la région. Autre traitement particulier : des missionnaires chrétiens y mènent des campagnes d'évangélisation jusque dans les villages les plus reculés. Enfin, l'enseignement du français jusqu'au certificat d'études y est assez courant alors que partout ailleurs, c'est la scolastique coranique, en arabe classique, qui est favorisée.
Ces différences entretenues n'empêchent nullement une présence kabyle massive dans les différentes formes de résistance qui s'organisent face à la colonisation. La région est touchée de plein fouet par les événements du 8 mai 1945, à Kherrata qui font des milliers de morts parmi la population civile.
Pendant la guerre d'indépendance algérienne, la wilaya de Béjaia, fait partie de la wilaya III, se trouve au cœur de la résistance au colonialisme français. C'est aussi, avec les Aurès, la région la plus touchée par la répression du fait de l'importance des maquis et de l'implication de ses habitants. C'est également en Kabylie que se tient en 1956 le congrès de la Soummam, le premier du Front de libération nationale (FLN). Au plus fort des combats, les effectifs de l'Armée de libération nationale (ALN) rassemblent en Kabylie 12 000 hommes qui disposent d'un fonds de 500 millions de francs algériens.

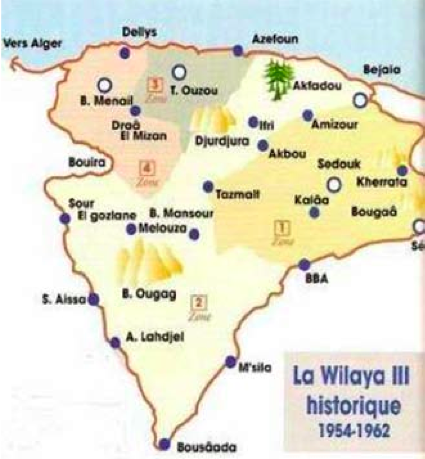
Carte de la Wilaya III pendant la guerre d'indépendance algérienne.

Bastion de l'ALN, le massif montagneux de l'Akfadou joua un rôle prépondérant en abritant le quartier général de la wilaya III (Kabylie) situé dans le village de Mezouara. Face à ce village, afin de lutter contre les activités des Moudjahidines et pour mieux contrôler la zone de l'Akfadou aux mains de son charismatique chef, le colonel Amirouche Aït Hamouda (1926-1959), surnommé le « loup de l'Akfadou », l'armée française transforma le village Taourirt en véritable place forte. La région est aussi le lieu de certaines des plus marquantes de ses victoires. Les tentatives d'infiltration menées par l'armée française sont souvent tenues en échec, voire parfois retournées contre elle comme dans le cas de la « Force K ». La wilaya de Béjaïa comme toute la Kabylie a offert le plus grand nombre de cadres et de maquisards à la lutte d'indépendance et détenait le plus grand nombre d'armes nécessaires à la guerre. Les opérations militaires françaises étaient d’autant plus dures qu’il fallait couper les villages des maquis. Les zones interdites se sont étendues à une grande partie de la zone montagneuse et à toute la vallée de la Soummam.
Cependant, la mobilisation de la région résiste à la répression des populations civiles (destruction des ressources agricoles, pillage, fouille et destruction de villages, déplacement de populations, création de zones interdites, etc.) comme à l'ampleur des moyens militaires déployés, notamment en 1959 lors de l'Opération Jumelles, dans ce cadre. Après la mort d'Amirouche le 29 mars 1959, la wilaya III se réorganise en éclatant ses grosses unités en formations plus petites et en rapatriant les moussblines (agents de liaison avec la population) dans les maquis. Après le plan Challe, les femmes prennent petit à petit un rôle accru : non soupçonnées par l'armée française, ce sont elles qui de plus en plus souvent assurent le renseignement et le rôle de police dans les villages. En 1961, l'ALN parvient à occuper plusieurs postes militaires français.

### Période contemporaine
La wilaya de Béjaïa comme toute la Kabylie est touchée par plusieurs évènements tragiques. En 1963, évincés des instances dirigeantes du pays à la veille de l’indépendance par le premier président du pays Ahmed Ben Bella et l’armée des frontières, les Kabyles entrent dans l’opposition et forment une rébellion quasi permanente. C'est la première guerre civile d'Algérie.
Le 20 avril 1980, les émeutes éclatent dans la wilaya de Béjaïa après l'annulation de la conférence de Mouloud Mammeri sur la poésie berbère. Ce «printemps berbère» fera de la région rebelle un bastion des luttes pour la conquête des libertés.
En juin 1998, l'assassinat de Matoub Lounès, chanteur immensément adulé en Kabylie, a provoqué des émeutes dans la wilaya de Béjaïa, trois personnes ont trouvé la mort au cours de ces violentes manifestations.
En 2001, la wilaya de Béjaïa (et l'ensemble de la Kabylie) fut secouée par les évènements tragiques, c'est le Printemps noir à la suite de l’assassinat d'un jeune lycéen à Beni Douala et l'arrestation arbitraire de trois collégiens à Amizour par les gendarmes. Le soulèvement pacifique, violemment réprimé par les autorités algériennes, faisant 125 morts et des milliers de blessés. La révolte amène le gouvernement à négocier avec le Mouvement citoyen des Aarchs, mobilisé autour de la plateforme d'El Kseur. Ses revendications, qui portent avant tout sur des mesures sociales et se veulent un remède au « mal algérien » dans sa globalité (justice sociale, économie, etc.), sont jugées par le gouvernement régionalistes et menaçantes pour l'union et la cohésion du pays. Toutefois, en 2002, le tamazight est reconnu en tant que langue nationale.

## Transports

### La voirie
Le réseau routier de la wilaya de Béjaïa est l'un des plus denses d'Algérie avec notamment 3 933,7 km de routes nationales, 411,7 km de chemines de wilayas, 3 228 km de chemins communaux et 6 208 m en ouvrage d'art le tunnel de Kherrata. Une pénétrante autoroutière reliera la wilaya de Béjaïa à l’autoroute Est-Ouest, s’étendra sur une longueur de 100 km et traversera les localités de Béjaïa, El Kseur, Sidi Aïch, Akbou et Tazmalt dans la wilaya de Béjaïa, pour aboutir à la ville de Ladjiba dans la wilaya de Bouira. Cette pénétrante est en cours de réalisation[Quand ?].

#### Routes
La wilaya de Béjaïa est desservie par plusieurs routes nationales :
- Route nationale 9: RN9 (Route de Sétif).
- Route nationale 12: RN12 (Route de Tizi Ouzou).
- Route nationale 24: RN24 (Route de Béjaïa).
- Route nationale 26: RN26 (Route de Tazmalt).
- Route nationale 34: RN34 (Route d'Adekar).
- Route nationale 43: RN43 (Route de Skikda).
- Route nationale 74: RN74 (Route d'Aïn Roua).
- Route nationale 75: RN75 (Route de Batna).
- Route nationale 106 : RN106 (Route de Bordj Bou Arréridj).

### Transport ferroviaire
La wilaya de Béjaïa dispose de neuf gares de chemin de fer, la longueur de la voie ferrée est de 90 km. L'autorail Béjaïa-Alger effectue une rotation aller-retour par jour entre Béjaïa et Alger. Les lignes ferroviaires ont bénéficié à la fin des années 2000 d'une modernisation du matériel roulant. Un train de banlieue qui relie Béjaïa le chef-lieu de la wilaya à sa proche banlieue, le but étant de désengorger le réseau existant et de désenclaver l'est de la région. La ligne effectue une quinzaine d'aller-retours par jour et desservira les villes de Beni Mansour, Tazmalt, Allaghan, Akbou, Lazib Ben cherif, Ighzer Amokrane, Takriets, Sidi Aich, Ilmaten, El Kseur, Oued Ghir.

### Transport maritime
La wilaya de Béjaïa dispose d'un port qui occupe le deuxième rang en Algérie par son volume d'activité, le port de Béjaïa derrière celui d'Alger ; débouché important pour une partie de la production régionale (minerais, vins, figues, prunes ou liège), il a donné depuis les années 1960 une place grandissante au pétrole et aux produits pétroliers tirés du Sahara (les hydrocarbures représentent 86 % de ses exportations en 2005). En 2008, il a été intégré au projet européen des « autoroutes de la mer » (ADM), aux côtés de Gabès, Agadir et Haïfa. Le port est destiné à devenir un hub portuaire de niveau mondial et par le lancement des travaux de réalisation de la plus importante gare maritime d'Algérie conçue sur la base de normes internationales.

### Transport aérien
La wilaya de Béjaïa dispose d'un aéroport international dénommé Aéroport de Béjaïa - Soummam - Abane Ramdane situé à 5 km au sud de la ville de Béjaïa. L'aéroport a d'abord été dénommé aéroport de Béjaïa - Soummam entre 1982 et 1999, du nom du fleuve Soummam qui se jette dans la Méditerranée à Béjaïa.
L'aéroport a été inauguré en 1982 pour les vols nationaux et en 1993 pour les vols internationaux.
L'aéroport a été nommé Abane Ramdane en hommage au révolutionnaire algérien qui joua un rôle essentiel dans l'histoire de la guerre d'indépendance algérienne. Sa capacité d'accueil est de 500 000 passagers par an, en 2008, il a accueilli 205 312 passagers.

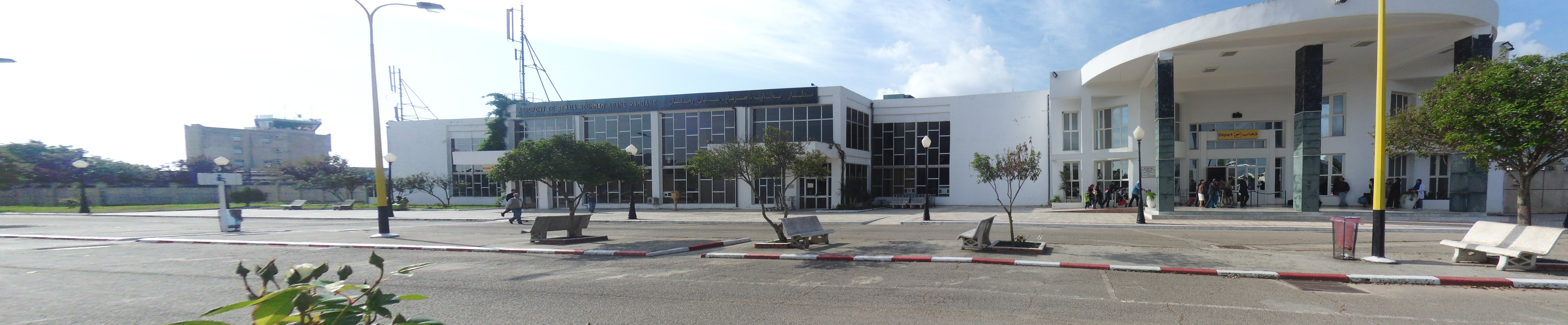
Vue panoramique de l'aérogare de Béjaïa.

## Économie

### Les pôles économiques
La wilaya de Béjaïa a longtemps gardé l'image d'une région vouée à l'activité industrielle ; elle fut effectivement le premier pôle d’Algérie dans l'industrie agroalimentaire, l'emballage et l'imprimerie. L'implantation de nouvelles zones industrielles en relation avec le développement portuaire donne une impulsion au secteur de la logistique, notamment avec la présence du port de Béjaïa, le deuxième port au niveau national après celui d'Alger, tandis que la croissance urbaine au centre et à l'est du département est accompagnée par l'essor de nouvelles activités qui ne sont plus seulement industrielles, mais aussi tertiaires : centres commerciaux d'envergure à Béjaïa, El Kseur, Akbou. D'ailleurs, plusieurs grandes sociétés en agroalimentaire y sont présentes, notamment le groupe Cevital, laiterie Soummam, Danone, Ifri, Toudja, etc., avec des sites de production, des centres de recherche, des sièges sociaux. La wilaya est aussi en position de force dans le domaine du commerce, textile et services. Les industries textiles et du cuir, composées de 6 grands complexes, avec une partenariat avec les entreprises turques pour le textile. L'industrie du cuir est alors tournée vers le luxe.
Enfin, le développement des pôles économiques de Béjaïa, El Kseur et Akbou, a favorisé l'implantation de grandes entreprises, ainsi que de très nombreuses petites et moyennes industries performantes. Les atouts sont nombreux et favorisent le dynamisme de l'économie, certains facteurs sont naturels comme la position géographique centrale, le climat attractif. Ces pôles par leurs dynamisme et leur situation géographique, arrivent en tête en matières d'attraction des investisseurs nationaux et étrangers.

#### Les implantations
Plusieurs entreprises, dont plusieurs grandes sociétés, sont implantées dans la wilaya (dont certaines y ont installé leur siège social). Parmi elles, on compte :
- Cevital Agro
- Ifri
- laiterie Soummam
- ECI Boudiab
- Général Emballage
- Toudja
- Candia
- Danone
- La Belle
- Ramdy
- Aghbalou
- Gouraya Thon
- Amimer Energie
- Alma
- Simb
- Electromel
- Elafruits
- Vallée Viandes
- Ifri Olive
- Simafe
- Ufmatp
- Soummam Computer System
- CK Fleisch
- Général Plast
- Ifren
- Fruicade
- Nord Fertilisant
- Golden Drink
- Qniaa

### Agriculture
La wilaya de béjaia est dominée par l'arboriculture, surtout l'olivier et le figuier, la région possède de nombreuses huileries traditionnelles.
Les figues sèches commercialisées dans la région, sont connues depuis longtemps. Selon Rebour, 1968[1], citant Mauri, 1942[2], la variété Taamriout, donne « des résultats remarquables dans la vallée de la Soummam et le Guergour, en particulier dans le douar des Beni Maouche ». le 24 octobre 1996, date de la première fête de la figue organisée à Beni Maouche, elle obtient, le 22 septembre 2016, de même que la deglet nour de Tolga, le label IG (Indication géographique) sous la dénomination figue sèche de Beni Maouche.

## Tourisme

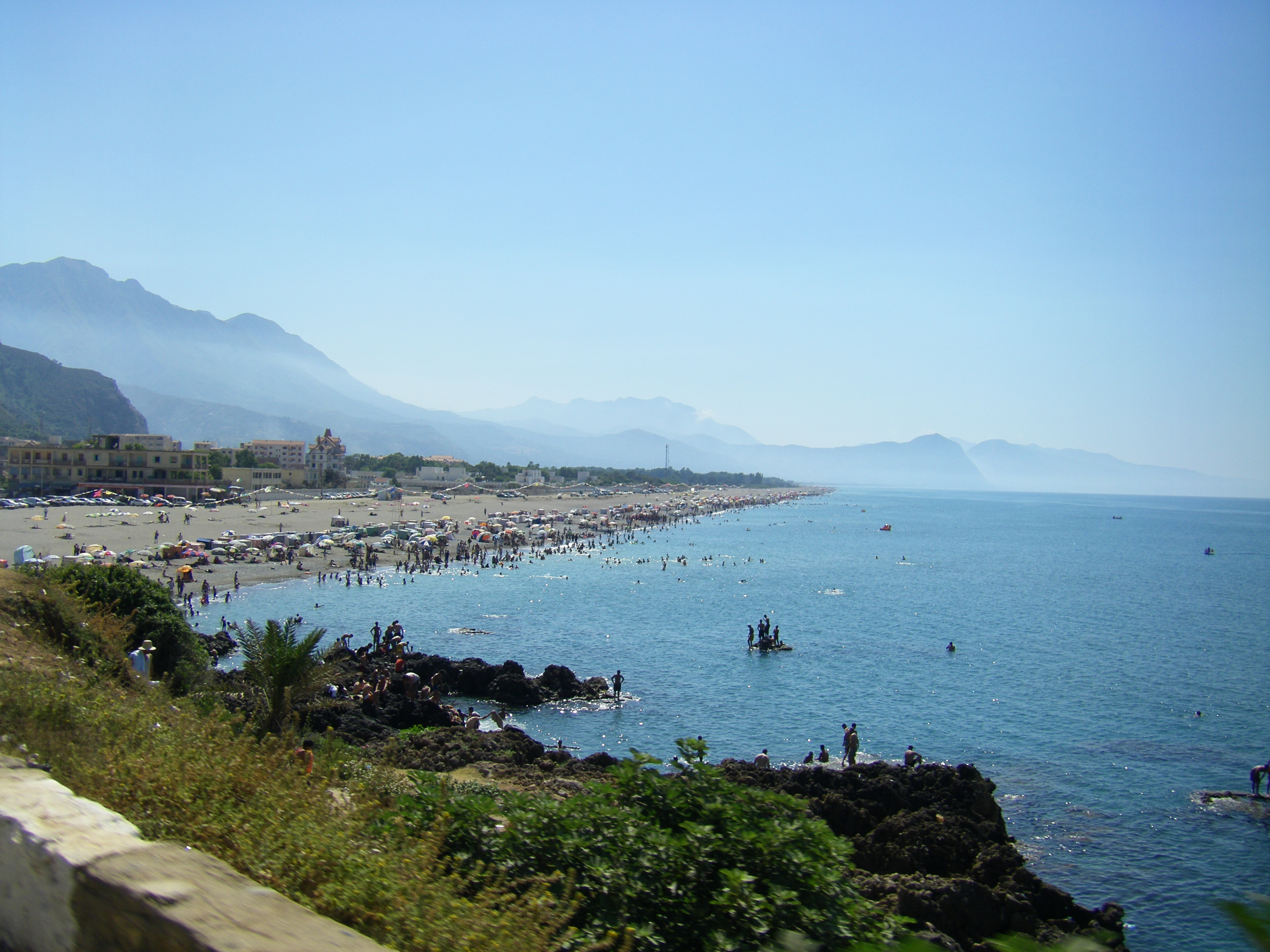
Une plage à Melbou

## Sites touristiques

### Cap Carbon

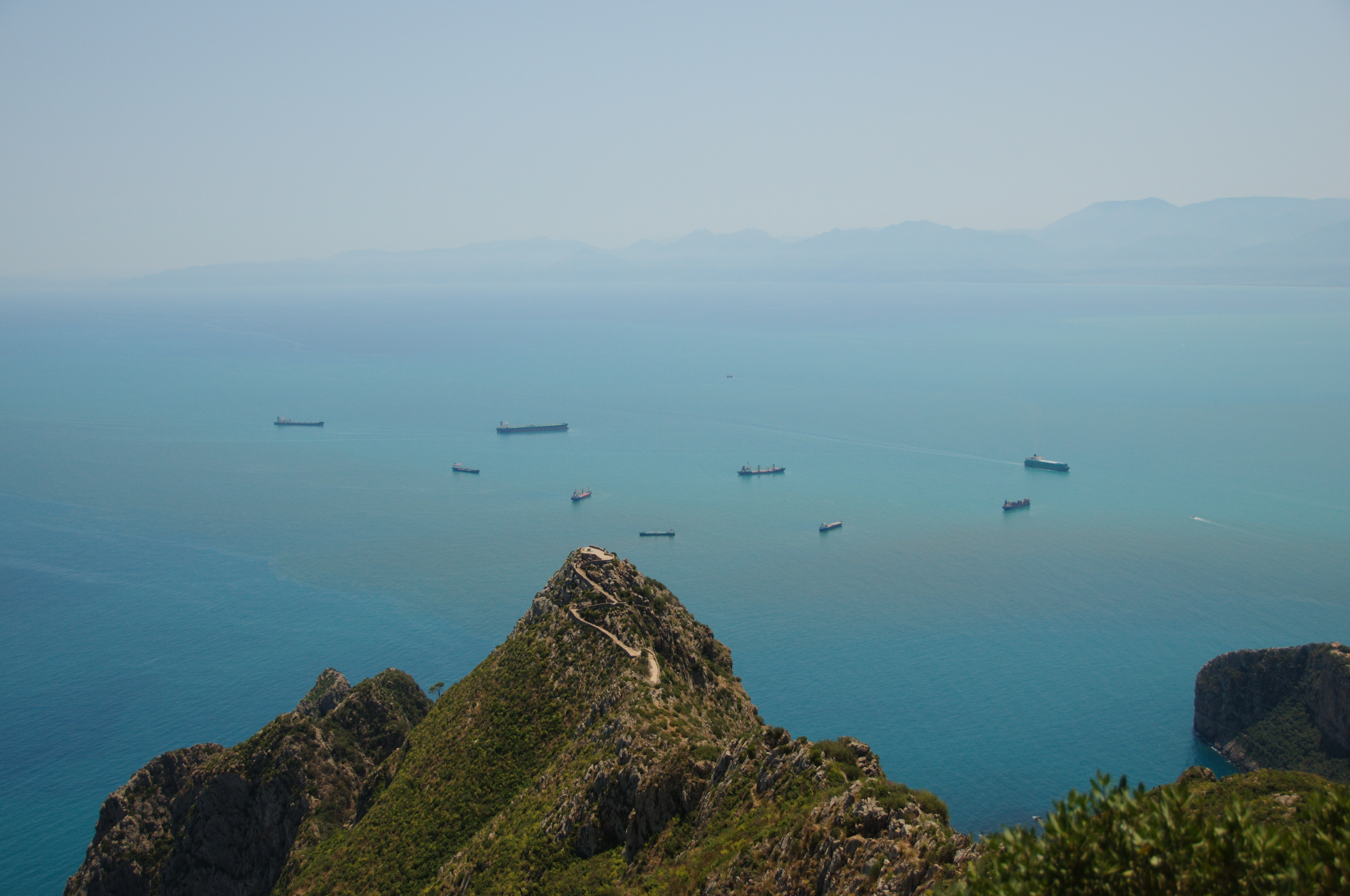
Pic des singes à proximité du Cap Carbon
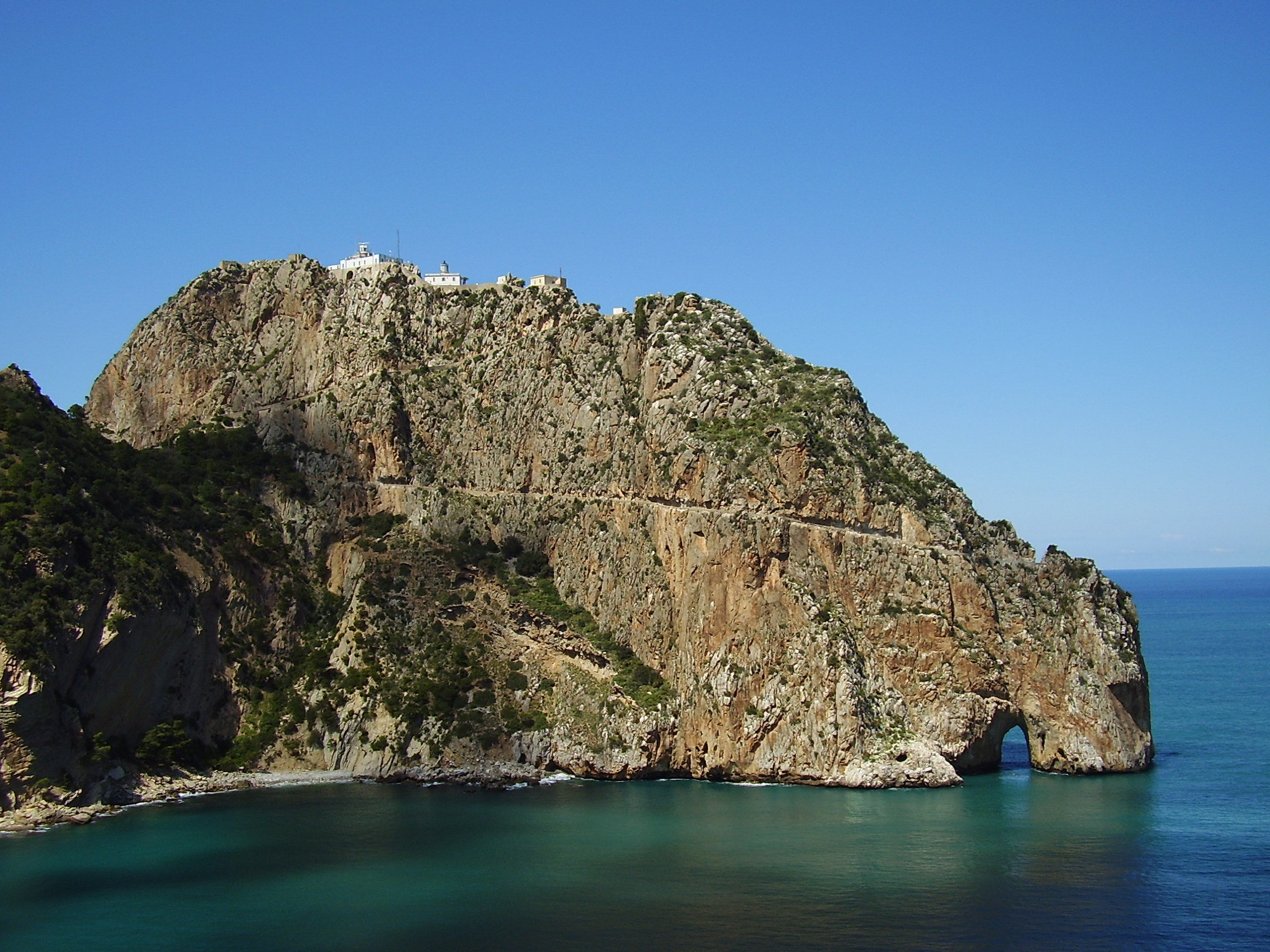
ِCap Carbon
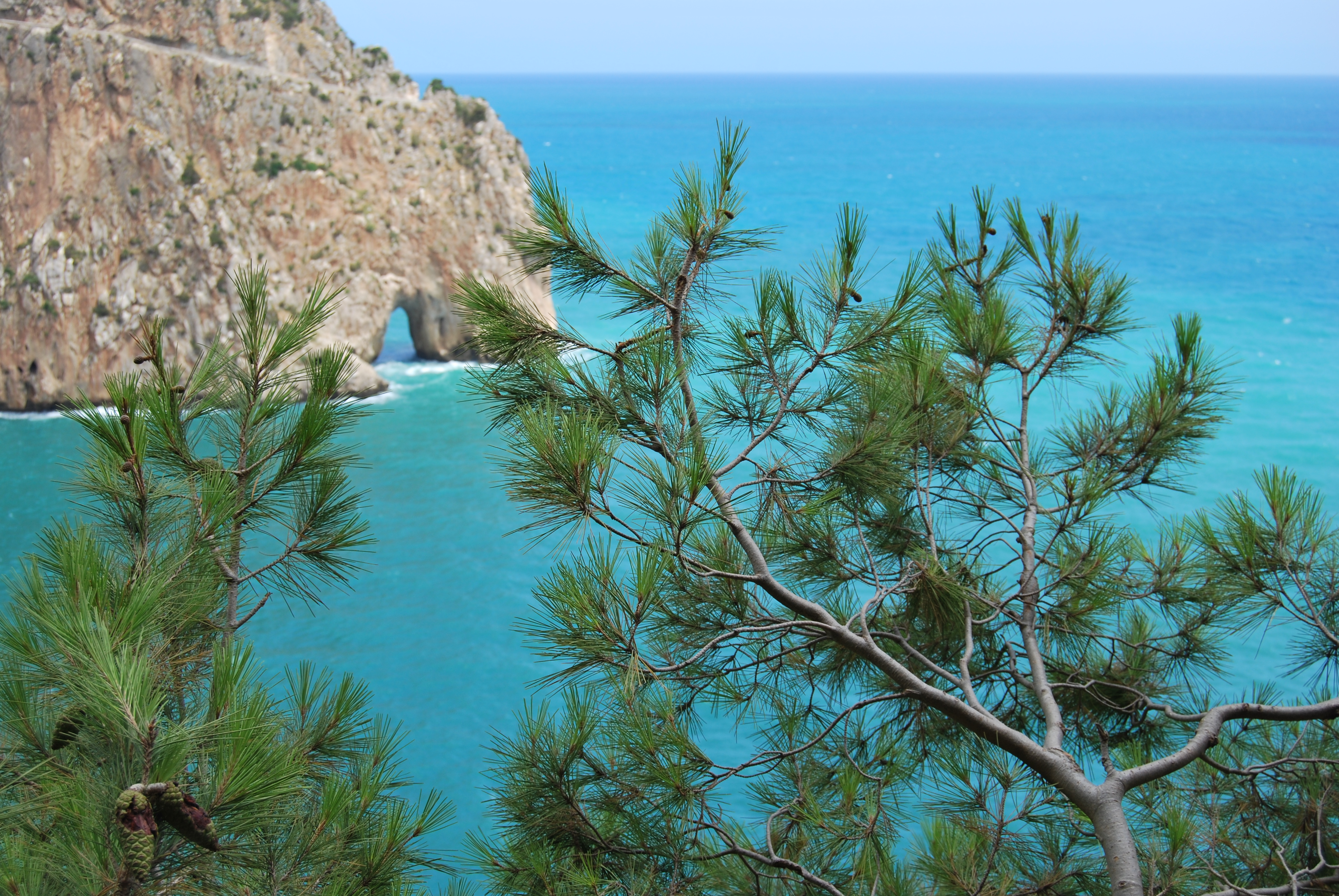
ِCap Carbon
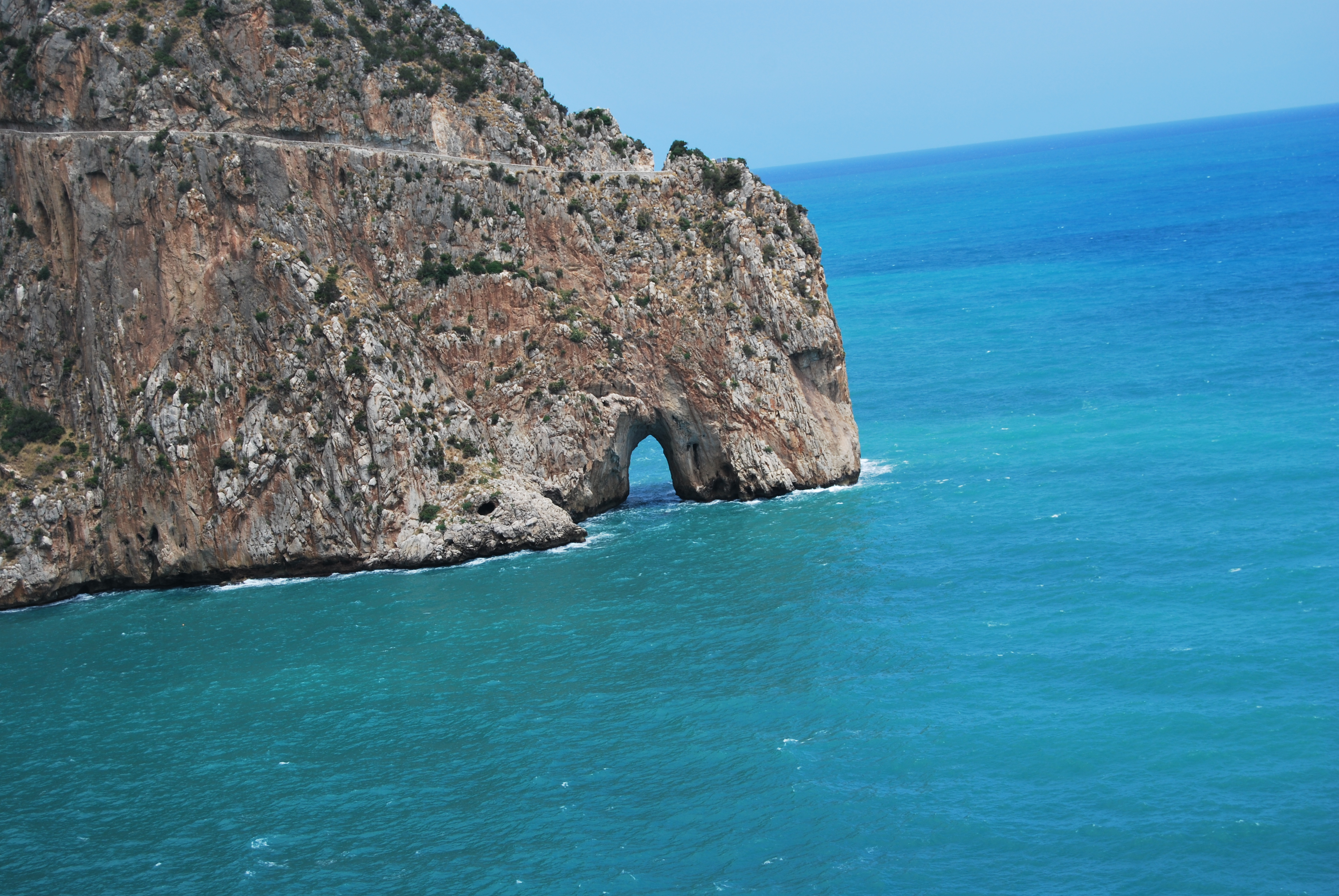
Extrémité du cap Carbon

### Lac Noir

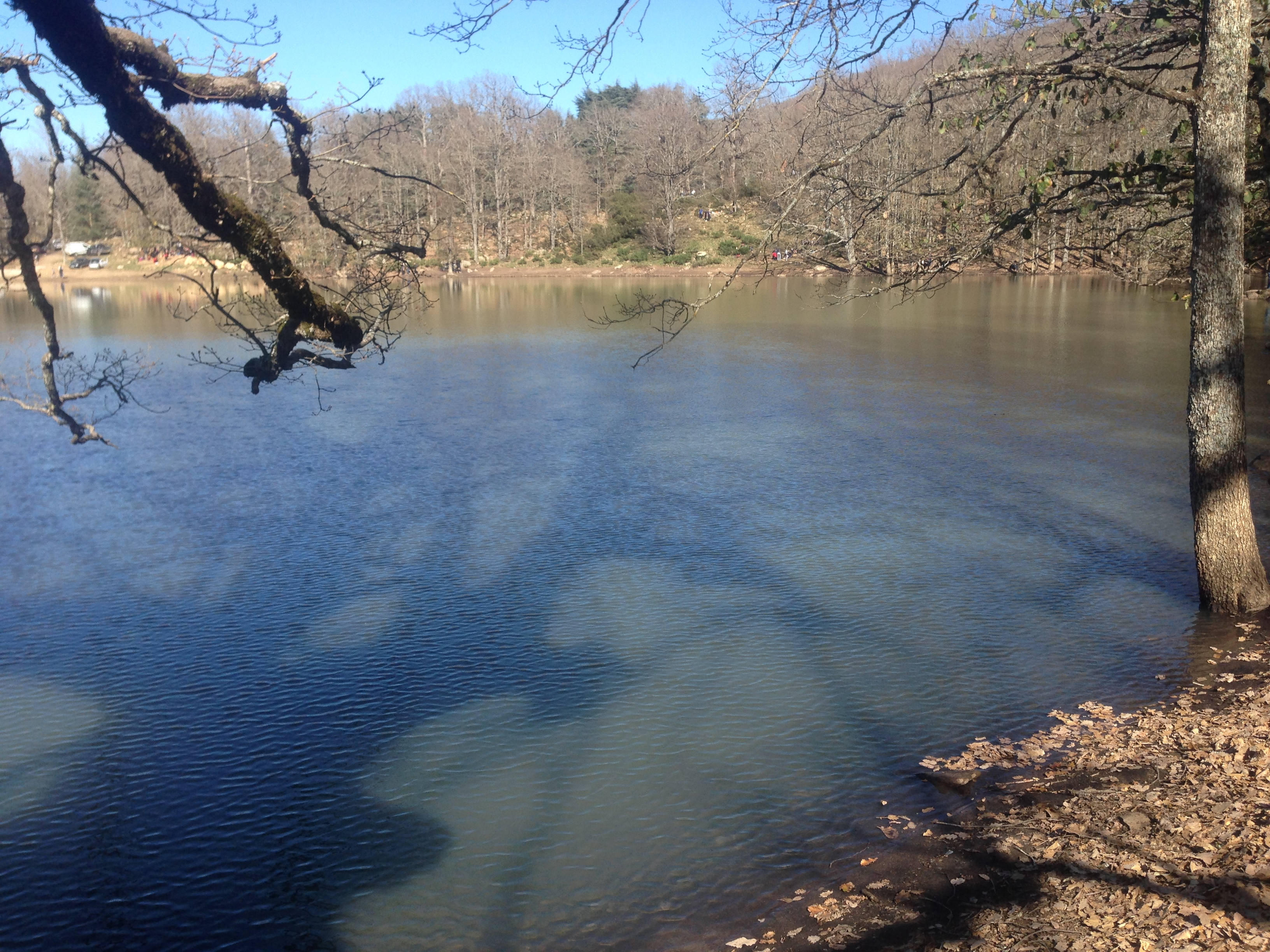
Lac Noir

Le Lac Noir (en berbère : Agelmim Aberkan) est un lac situé dans le massif montagneux de l'Akfadou à l'ouest de la wilaya de Béjaïa.

## Ressources hydriques

### Barrages

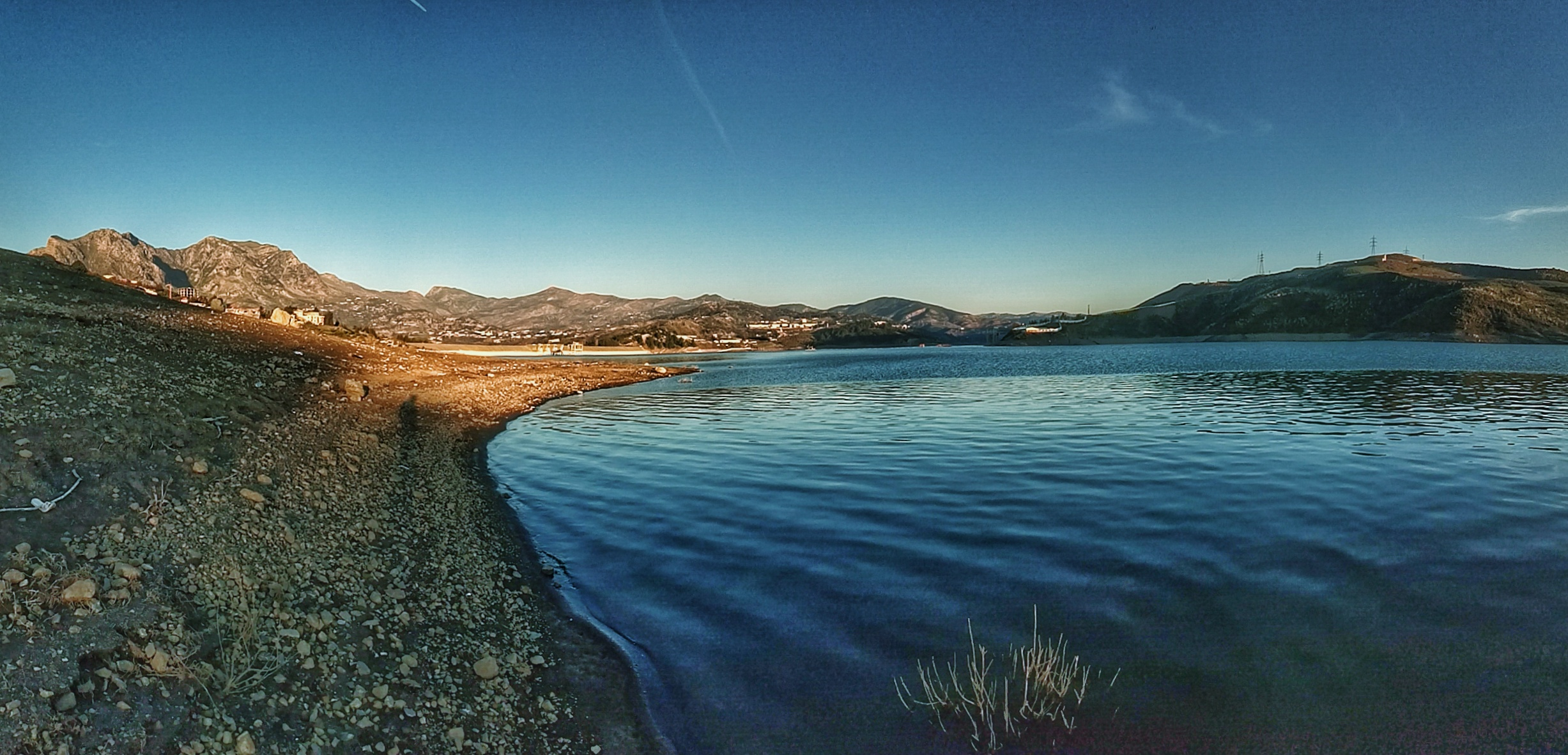
Barrage d'Ighil Emda

Cette wilaya comprend les barrages suivants:
- Barrage de Tichy-haf[31].
- Barrage d'Ighil Emda à Kherrata[32]. Un des barrages algériens qui produisent de l'électricité[33]

Ces barrages font partie des 65 barrages opérationnels en Algérie alors que 30 autres sont en cours de réalisation en 2015.

## Santé
- Centre hospitalier universitaire de Béjaïa
- Hôpital Frantz Fanon, Béjaïa.
- Hôpital Khelil Amrane, Béjaïa.
- Hôpital Targa Ouzemmour, Béjaïa.
- Hôpital Benmerad El Mekki, Amizour.
- Hôpital Akloul Ali, Akbou.
- Hôpital Rachid Belhocine, Sidi Aïch.
- Hôpital Mohamed Arab Hannoz, Kherrata.
- Hôpital de Fenaïa Ilmaten.
- Hôpital d'Aokas.

## Religion

### Mosquées
- Mosquée d'Ouzellaguen
- Mosquée Sidi Soufi
- Mosquée Al Kawthar
- Mosquée Sidi el Mouhoub
- Mosquée Sidi Abdelhaq
- Mosquée Ibn Badis

### Zaouïas
- Zaouïa de Béjaïa

### Cimetières
- Cimetière de Béjaïa (Djebana Sidi M'Hamed Amokrane)

## Organisation administrative de la wilaya
- Taux d'urbanisation : 39,7 %
- Indicatif téléphonique : +213 (34)

### Walis
Le poste de wali de la wilaya de Béjaïa a été occupé par plusieurs personnalités politiques nationales depuis sa création le 2 juillet 1974 par l'ordonnance no 74-69 qui réorganise le territoire algérien en portant le nombre de wilayas de quinze à trente et une.
| N° | Wali                        | Début              | Fin               |
| -- | --------------------------- | ------------------ | ----------------- |
| 1  | Abdelhalim Benyellès        | 17 septembre 1974  | 31 août 1978      |
| 2  | Ahmed Benchouk              | 1er septembre 1978 | 31 août 1981      |
| 3  | Abderrahmane Meziane Chérif | 1er septembre 1981 | 31 août 1985      |
| 4  | Ahmed Daksi                 | 31 août 1985       | 7 mai 1986        |
| 5  | Chaffaï Benremouga          | 7 mai 1986         | 29 juillet 1990   |
| 6  | Mustapha Maamèche           | 29 juillet 1990    | 21 août 1991      |
| 7  | Rachid Zellouf              | 21 août 1991       | 30 juin 1994      |
| 8  | Mohamed Saïd Chekini        | 30 juin 1994       |                   |
| 9  | Bachir Rahou                | mars 1995          | 22 août 1999      |
| 10 | Djillali Arar               | 22 août 1999       | 4 août 2001       |
| 11 | Rachid Fatmi                | 4 août 2001        | 7 mai 2008        |
| 12 | Ali Bedrici                 | 7 mai 2008         | 30 septembre 2010 |
| 13 | Ahmed Touhami Hammou        | 30 septembre 2010  | 22 juillet 2015   |
| 14 | Zitouni Ouled Salah         | 22 juillet 2015    | 15 décembre 2016  |
| 15 | Mohamed Hattab              | 16 décembre 2016   | 4 avril 2018      |
| 16 | Toufik Mazout               | 15 avril 2018      | 1er octobre 2018  |
| 17 | Ahmed Maâbed                | 1er octobre 2018   | 25 août 2021      |
| 18 | Kamel Eddine Karbouche      | 25 août 2021       | en cours          |

### Daïras

1. Adekar
2. Akbou
3. Amizour
4. Aokas
5. Barbacha
6. Béjaïa
7. Beni Maouche
8. Chemini
9. Darguina
10. El Kseur
11. Ighil Ali
12. Kherrata
13. Ouzellaguen
14. Seddouk
15. Sidi-Aïch
16. Souk El Ténine
17. Tazmalt
18. Tichy
19. Timezrit

La wilaya compte 19 daïras :

### Communes
La wilaya compte 52 communes.

### Présidents de l'assemblée populaire de la wilaya
Présidents successifs de l'assemblée populaire de la wilaya de Béjaïa :
Jugé pour des « accusations d’outrages », le président de l’Assemblée Populaire de la wilaya de Bejaia, M’henni Heddadou, est condamné le 19 janvier 2021 à une amende de 200 000 Dinars.

## Personnalités liées à la wilaya de Béjaïa
- Abderrahmane El Waghlissi, savant et imam du XIVe siècle.
- Cheikh El Mokrani, de son vrai nom Mohand Aït Mokrane, dirige la résistance kabyle contre l'armée coloniale française.
- Cheikh El Haddad, de son vrai nom Muḥand Amezyan Aḥeddad, dirige la résistance kabyle contre l'armée coloniale française.
- Abderrahmane Mira, chef combattant FLN et héros national durant la Guerre d'Algérie (1954-1962), chef de la wilaya III, la Kabylie.
- Abderrahmane Farès, président de l'assemblée algérienne en 1953 et président de l’exécutif provisoire en 1962.
- Mabrouk Belhocine, bâtonnier, écrivain et militant nationaliste, ancien haut responsable du GPRA.
- Abdelmalek Sayad, sociologue, directeur de recherche au CNRS et à l'École des hautes études en sciences sociales (EHESS).
- Abdelhafid Ihaddaden, premier ingénieur atomicien algérien.
- Taos Amrouche, chanteuse et écrivaine algérienne d'expression française.
- Jean Amrouche, poète et essayiste algérien d'expression française.
- Hamid Tibouchi, peintre et poète d'expression française.
- Malek Ouary, journaliste et écrivain d'expression française.
- Youcef Abdjaoui, chanteur algérien d'expression kabyle.
- Djamel Allam, chanteur algérien d'expression kabyle.
- Amour Abdenour, chanteur algérien d'expression kabyle.
- Agraw Boudjemaa, chanteur algérien d'expression kabyle.
- Oulahlou, chanteur engagé algérien d'expression kabyle.
- Allaoua Zerrouki, chanteur d'expression kabyle
- Abdelkader Bouhi, chanteur d'expression kabyle.
- Mohamed Haroun, militant algérien de la cause berbère.
- Mohand Said Hanouz, fondateur et premier président de l'académie Berbère à Paris.
- Saïd Mekbel, journaliste et chroniqueur d'expression française assassiné à Alger.
- Soraya Haddad, judokate, première médaillé olympique pour le judo algérien.
- Mustapha Dahleb, ancien footballeur international algérien.

## Médias
- Radio Soummam, chaîne de radio publique locale